# Royal Rumble (2003)
Royal Rumble 2003 var det sekstene årlige Royal Rumble, et professionel wrestling pay-per-view-event. Det fandt sted den 19. januar i FleetCenter i Boston, Massachusetts, hvor WWE's formand: Vince McMahon endnu engang satte Monady Night Raw og Friday Night Smackdown sammen i WWE's anden-største PPV.

## Kampe
- Spike Dudley slår Steven Richards (sammen med Victoria) (3:36) One-managing Single Match
- Brock Lesnar slår Big Show (sammen med Paul Heyman) (6:29) One-managing Single Match
  - Brock Lesnar sikrer sig en plads i Royal Rumble kampen
- Bubba Ray Dudley og D-Von Dudley slår William Regal og Lance Storm (7:24) Normal Tag Team Match
  - Bubba Ray Dudley og D-Von Dudley vinder WWE Tag Team Championship titlerne
- Torrie Wilson slår Dawn Marie (3:36) Single Match
- Scott Steiner slår Triple H (18:14) Single Match
- Kurt Angle slår Chris Benoit (19:48) Single Match
  - Kurt Angle genvinder WWE Championship titlen
- Brock Lesnar vinder Royal Rumble kampen
  - Brock Lesnar sikrer sig chancen om at blive ny WWE Champion under WrestleMania XIX

## Demonstration
Formænd
- Eric Bisschoff (Monday Night Raw)
- Stephanie McMahon (Friday Night Smackdown)
- Vince McMahon (World Wrestling Entertainment)

Kommentatorer
- Jerry Lawler (Monday Night Raw)
- Jim Ross (Monday Night Raw)
- Michael Cole (Friday Night Smackdown)
- Tazz (Friday Night Smackdown)

Dommere
- Brian Hebner
- Chad Patton (Monday Night Raw)
- Charles Robinson (Monday Night Raw)
- Jack Doan (Monday Night Raw)
- Jim Korderas (Friday Night Smackdown)
- Mike Chioda (Friday Night Smackdown)
- Mike Sparks (Friday Night Smackdown)
- Nick Patrick (Monday Night Raw)

Interviewer
- Terri (Friday Night Smackdown)

Andre
- Howard Finkel
- Sgt. Slaughter
- Tony Chimel
- Tony Garea

## Rekorder
- For første gang i Royal Rumble kampen hedder det 15 Raw superstjerner imod 15 Smakcdown superstjerner. Vince McMahon erklærer dermed at det vil forblive sådan.